# Ruda-Pniewnik
Ruda-Pniewnik – wieś sołecka w Polsce położona w województwie mazowieckim, w powiecie mińskim, w gminie Dobre. Przez miejscowość przepływa niewielka rzeka Osownica, dopływ Liwca.
| SIMC    | Nazwa | Rodzaj    |
| ------- | ----- | --------- |
| 0670522 | Piwki | część wsi |

W latach 1975–1998 miejscowość administracyjnie należała do województwa siedleckiego. 15 lutego 2002 będące dotychczasową częścią wsi Rudki zostały zlikwidowane jako osobna miejscowość.
Wierni Kościoła rzymskokatolickiego należą do parafii św. Jana Chrzciciela w Pniewniku.